# Водоча
 Тази статия е за селото.  За язовира вижте Водоча (язовир).  
Водоча (на македонска литературна норма: Водоча) е село в община Струмица на Северна Македония. Селото е разположено в Струмишкото поле на река Водочница (Водоча).

## География
Селото е разположено на 4 km западно от Струмица.

## История
Според Богдан Филов, посетил Струмишкия край през 1915 година, етимологията на името Водоча се извежда от словосъчетанието вади очи и се свързва с традичните последици от битката при Беласица през 1014 година и ослепяването на самуиловите войни.
През XIX век селото е чисто българско. В „Етнография на вилаетите Адрианопол, Монастир и Салоника“, издадена в Константинопол в 1878 година и отразяваща статистиката на населението от 1873, Водоча е посочено като село с 40 домакинства, като жителите му са 73 българи. Между 1896 и 1900 година селото преминава под върховенството на Българската екзархия. Според статистиката на Васил Кънчов („Македония. Етнография и статистика“) от 1900 година селото е населявано от 120 жители, всички българи християни.
В началото на XX век почти цялото село е под върховенството на Българската екзархия. По данни на секретаря на екзархията Димитър Мишев през 1905 година в селото има 104 екзархисти и 8 патриаршисти гъркомани.
При избухването на Балканската война в 1912 година трима души от Водоча са доброволци в Македоно-одринското опълчение.
В землището на селото в подножието на планината Еленица функционира православен девически манастир „Свети Леонтий“. Манастирската църква (днес реставрирана) е изградена на три етапа през периода X – XII век върху основите на ранно християнско духовно средище. Манастирът се споменава в редица средновековни извори.
Според преброяването от 2002 година селото има 318 жители.
Според данните от преброяването през 2021 година Водоча има 227 жители.
| Националност     | Всичко |
| северномакедонци | 216    |
| албанци          | 1      |
| турци            | 0      |
| роми             | 0      |
| власи            | 0      |
| сърби            | 0      |
| бошняци          | 0      |
| други            | 10     |

Във Водоча има основно училище „Сандо Масев“ и манастир „Свети Леонтий“ - седалище на струмичкия владика.

## Личности
Родени във Водоча
- Атанас Костадинов Митрев, македоно-одрински опълченец, нестроева рота на 3-та солунска дружина, носител на бронзов медал[10]
- Атанас Янчулов (Янчулев) (о. 1888 – ?), македоно-одрински опълченец, IV отделение, 2-ра отделна партизанска рота (чета на Христо Чернопеев)[11]
- Илия Велков (Вълков) (о. 1892 или 1893 – ?), македоно-одрински опълченец, 4-та рота на 3-та солунска дружина[12]